# Billboard Music Awards 2013
Die Billboard Music Awards 2013 wurden am 19. Mai 2013 in der MGM Grand Garden Arena in Paradise, Nevada verliehen. Die Verleihung wurde über ABCausgestrahlt. Moderiert wurde die Show von Tracy Morgan.

## Auftritte

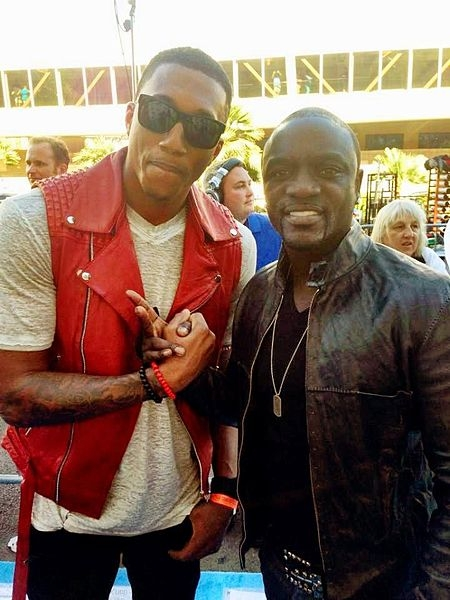
Lecrae und Akon bei den Billboard Music Awards 2013

| Künstler                                        | Lieder                      | Präsentatoren                         |
| ----------------------------------------------- | --------------------------- | ------------------------------------- |
| Bruno Mars                                      | Treasure                    |                                       |
| Selena Gomez                                    | Come & Get It               | Selena Gomez                          |
| The Band Perry                                  | Better Dig Two              | Jennifer Nettles                      |
| Icona Pop                                       | I Love It                   | Carly Rae Jepsen                      |
| Chris Brown                                     | Fine China                  | Psy                                   |
| Macklemore Ryan Lewis Wanz                      | Thrift Shop                 | Hayden Panettiere                     |
| Taylor Swift Jabbawockeez                       | 22                          |                                       |
| Kacey Musgraves                                 | Merry Go 'Round             | Florida Georgia Line                  |
| David Guetta Chris Brown Lil Wayne              | I Can Only Imagine          |                                       |
| Justin Bieber                                   | Take You                    |                                       |
| Pitbull Christina Aguilera Morten Harket (a-ha) | Feel This Moment Take On Me | Ke$ha                                 |
| Miguel                                          | Adorn                       | Jennifer Morrison                     |
| Ed Sheeran                                      | Lego House                  | Chloë Grace Moretz                    |
| Jennifer Lopez Pitbull                          | Live It Up                  | Gabriel Mann und Stana Katic          |
| will.i.am Justin Bieber                         | #thatPOWER                  | Ariana Grande, Wiz Khalifa und SkyBlu |
| David Guetta Akon Ne-Yo                         | Play Hard                   | Jenny McCarthy                        |
| Nicki Minaj Lil Wayne                           | High School                 |                                       |
| Prince                                          | Let’s Go Crazy FixUrLifeUp  |                                       |

## Präsentatoren
- Shania Twain – präsentierte Top Rap Artist
- Alyssa Milano und Avril Lavigne – präsentierten Top Digital Song
- Kid Rock – präsentierte Top Rap Song
- will.i.am – präsentierte Top Touring Artist
- Emmy Rossum und Jason Derulo – präsentierten Top Billboard 200 Album
- Miley Cyrus – präsentierte Top Male Artist
- Kelly Rowland und Austin Mahone – präsentierten EDM – Electronic Dance Music
- CeeLo Green – präsentierte Milestone Award
- Celine Dion – präsentierte Artist of the Year
- Erykah Badu und Janelle Monáe – präsentierten den Icon Award

## Gewinner und Nominierte
Die Gewinner sind vorangestellt und in Fettschrift.
| Top Artist | Top New Artist |
| --- | --- |
| - Taylor Swift - Justin Bieber - Maroon 5 - One Direction - Rihanna | - One Direction - Carly Rae Jepsen - Gotye - PSY - The Lumineers |
| Top Male Artist | Top Female Artist |
| - Justin Bieber - Bruno Mars - Drake - Flo Rida - Jason Aldean | - Taylor Swift - Adele - Carly Rae Jepsen - Nicki Minaj - Rihanna |
| Top Duo/Group | Top Billboard 200 Artist |
| - One Direction - Coldplay - fun. - Maroon 5 - Mumford & Sons | - Taylor Swift - Adele - Justin Bieber - Mumford & Sons - One Direction |
| Top Billboard 200 Album | Top Hot 100 Artist |
| - Red – Taylor Swift - 21 – Adele - Babel – Mumford & Sons - Take Me Home – One Direction - Up All Night – One Direction | - Maroon 5 - Flo Rida - fun. - Rihanna - Taylor Swift |
| Top Hot 100 Song | Top Touring Artist |
| - Somebody That I Used to Know – Gotye featuring Kimbra - Some Nights – fun. - Call Me Maybe – Carly Rae Jepsen - One More Night – Maroon 5 - Payphone – Maroon 5 featuring Wiz Khalifa                                                                     | - Madonna - Bruce Springsteen - Coldplay - Lady Gaga - Roger Waters |
| Top Digital Songs Artist | Top Digital Song |
| - Taylor Swift - Carly Rae Jepsen - Flo Rida - fun. - Maroon 5 | - Call Me Maybe- Carly Rae Jepsen - We Are Young – fun. featuring Janelle Monáe - Somebody That I Used to Know – Gotye featuring Kimbra - Thrift Shop – Macklemore & Ryan Lewis featuring Wanz - Payphone – Maroon 5 featuring Wiz Khalifa |
| Top Radio Songs Artist | Top Radio Song |
| - Rihanna - Flo Rida - fun. - Maroon 5 - Nicki Minaj | - Somebody That I Used to Know – Gotye featuring Kimbra - Locked Out of Heaven – Bruno Mars - Call Me Maybe – Carly Rae Jepsen - One More Night – Maroon 5 - Payphone – Maroon 5 featuring Wiz Khalifa                                     |
| Top Streaming Artist | Top Streaming Song (Audio) |
| - Nicki Minaj - Baauer - Drake - PSY - Rihanna | - Somebody That I Used to Know – Gotye featuring Kimbra - Call Me Maybe – Carly Rae Jepsen - Lights – Ellie Goulding - Some Nights – fun. - We Are Young – fun. featuring Janelle Monáe                                                    |
| Top Streaming Song (Video) | Top Pop Artist |
| - Gangnam Style – PSY - Call Me Maybe – Carly Rae Jepsen - Thrift Shop – Macklemore & Ryan Lewis featuring Wanz - We Are Never Ever Getting Back Together – Taylor Swift - We Are Young – fun. featuring Janelle Monáe                                      | - One Direction - Adele - Justin Bieber - Maroon 5 - Bruno Mars |
| Top Pop Album | Top Pop Song |
| - 21 – Adele - Believe – Justin Bieber - Overexposed – Maroon 5 - Take Me Home – One Direction - Up All Night – One Direction | - Call Me Maybe – Carly Rae Jepsen - Lights – Ellie Goulding - Locked Out of Heaven – Bruno Mars - One More Night – Maroon 5 - Payphone – Maroon 5 featuring Wiz Khalifa                                                                   |
| Top R&B Artist | Top R&B Album |
| - Rihanna - Alicia Keys - Chris Brown - Ne-Yo - Usher | - Unapologetic – Rihanna - Girl on Fire – Alicia Keys - Fortune – Chris Brown - Channel Orange – Frank Ocean - Looking 4 Myself – Usher |
| Top R&B Song | Top Rap Artist |
| - Diamonds – Rihanna - Girl on Fire – Alicia Keys featuring Nicki Minaj - Adorn – Miguel - Thinkin Bout You – Frank Ocean - Heart Attack – Trey Songz | - Nicki Minaj - Drake - Flo Rida - Pitbull - PSY |
| Top Rap Album | Top Rap Song |
| - Pink Friday: Roman Reloaded – Nicki Minaj - Based On A T.R.U. Story – 2 Chainz - Good Kid, M.A.A.D. City – Kendrick Lamar - The Heist – Macklemore & Ryan Lewis - God Forgives, I Don't – Rick Ross                                                       | - Thrift Shop – Macklemore & Ryan Lewis featuring Wanz - Whistle – Flo Rida - Wild Ones – Flo Rida featuring Sia - Mercy – Kanye West, Big Sean, Pusha T, 2 Chainz - Gangnam Style – PSY                                                   |
| Top Country Artist | Top Country Album |
| - Taylor Swift - Carrie Underwood - Hunter Hayes - Jason Aldean - Luke Bryan | - Red – Taylor Swift - Blown Away – Carrie Underwood - Night Train – Jason Aldean - Tuskegee – Lionel Richie - Tailgates & Tanlines – Luke Bryan                                                                                           |
| Top Country Song | Top Rock Artist |
| - We Are Never Ever Getting Back Together – Taylor Swift - Springsteen – Eric Church - Cruise – Florida Georgia Line - Wanted – Hunter Hayes - Drunk on You – Luke Bryan                                                                                    | - fun. - Bruce Springsteen - Coldplay - Gotye - Mumford & Sons |
| Top Rock Album | Top Rock Song |
| - Babel – Mumford & Sons - Some Nights – fun. - My Head is an Animal – Of Monsters and Men - The World from the Side of the Moon – Phillip Phillips - The Lumineers – The Lumineers                                                                         | - Somebody That I Used to Know – Gotye featuring Kimbra - Some Nights – fun. - We Are Young – fun. featuring Janelle Monáe - Home – Phillip Phillips - Ho Hey – The Lumineers                                                              |
| Top Latin Artist | Top Latin Album |
| - Jenni Rivera - Don Omar - Prince Royce - Romeo Santos - Shakira | - La Misma Gran Señora – Jenni Rivera - Joyas Prestadas: Banda – Jenni Rivera - Joyas Prestadas: Pop – Jenni Rivera - Phase II – Prince Royce - Formula: Vol. 1 – Romeo Santos                                                             |
| Top Latin Song | Top Dance Artist |
| - Ai Se Eu Te Pego – Michel Teló - Hasta Que Salga el Sol – Don Omar - Dutty Love – Don Omar featuring Natti Natasha - Bailando Por El Mundo – Juan Magan featuring Pitbull & El Cata - Algo Me Gusta de Ti – Wisin & Yandel featuring Chris Brown & T-Pain | - Madonna - Calvin Harris - David Guetta - Skrillex - Swedish House Mafia |
| Top Dance Album | Top Dance Song |
| - MDNA – Madonna - Nothing But the Beat – David Guetta - Album Title Goes Here – deadmau5 - Sorry for Party Rocking – LMFAO - Bangarang – Skrillex | - Harlem Shake – Baauer - Titanium – David Guetta featuring Sia - Starships – Nicki Minaj - Gangnam Style – PSY - Where Have You Been – Rihanna                                                                                            |
| Top EDM Artist | Top EDM Album |
| - David Guetta - Calvin Harris - deadmau5 - Skrillex - Swedish House Mafia | - Bangarang – Skrillex - Scary Monsters and Nice Sprites – Skrillex - Nothing But the Beat – David Guetta - Album Title Goes Here – deadmau5 - Until Now – Swedish House Mafia                                                             |
| Top EDM Song | Top Christian Artist |
| - Harlem Shake – Baauer - Feel So Close – Calvin Harris - Sweet Nothing – Calvin Harris featuring Florence Welch - Titanium – David Guetta featuring Sia - Don’t You Worry Child – Swedish House Mafia featuring John Martin                                | - tobyMac - Casting Crowns - Chris Tomlin - Matt Redman - MercyMe |
| Top Christian Album | Top Christian Song |
| - Eye on It – tobyMac - Come To The Well – Casting Crowns - Gravity – Lecrae - The Hurt & The Healer – MercyMe - WOW Hits 2013 – Various Artists | - 10,000 Reasons (Bless The Lord) – Matt Redman - Redeemed – Big Daddy Weave - Where I Belong – Building 429 - God's Not Dead (Like A Lion) – newsboys - Me Without You – tobyMac                                                          |
| Top Social Artist (Fanvotum) | Milestone Award (Fanvotum) |
| - Justin Bieber - Katy Perry - One Direction - Rihanna - Taylor Swift | - Justin Bieber - Bruno Mars - Taylor Swift - Miguel - Pitbull - The Band Perry |
| Icon Award | |
| Prince | |

### Künstler mit mehreren Awards und Nominierungen
| Nominations | Artist                  |
| ----------- | ----------------------- |
| 14          | Maroon 5                |
| 13          | fun.                    |
| 12          | Taylor Swift            |
| 10          | One Direction           |
| 10          | Rihanna                 |
| 9           | Carly Rae Jepsen        |
| 7           | Flo Rida                |
| 7           | Gotye                   |
| 7           | Justin Bieber           |
| 7           | Nicki Minaj             |
| 6           | David Guetta            |
| 6           | PSY                     |
| 5           | Adele                   |
| 5           | Bruno Mars              |
| 5           | Kimbra                  |
| 5           | Mumford & Sons          |
| 5           | Skrillex                |
| 4           | Calvin Harris           |
| 4           | Coldplay                |
| 4           | Janelle Monáe           |
| 4           | Jenni Rivera            |
| 4           | Macklemore & Ryan Lewis |
| 4           | Swedish House Mafia     |
| 4           | Wiz Khalifa             |
| 3           | Alicia Keys             |
| 3           | Baauer                  |
| 3           | Chris Brown             |
| 3           | deadmau5                |
| 3           | Don Omar                |
| 3           | Drake                   |
| 3           | Jason Aldean            |
| 3           | Luke Bryan              |
| 3           | Madonna                 |
| 3           | Pitbull                 |
| 3           | Sia                     |
| 3           | The Lumineers           |
| 3           | tobyMac                 |
| 3           | Wanz                    |
| 2           | 2 Chainz                |
| 2           | Bruce Springsteen       |
| 2           | Carrie Underwood        |
| 2           | Casting Crowns          |
| 2           | Frank Ocean             |
| 2           | Hunter Hayes            |
| 2           | Ellie Goulding          |
| 2           | Matt Redman             |
| 2           | MercyMe                 |
| 2           | Phillip Phillips        |
| 2           | Prince Royce            |
| 2           | Romeo Santos            |
| 2           | Usher                   |

| Wins | Artist           |
| ---- | ---------------- |
| 8    | Taylor Swift     |
| 4    | Gotye            |
| 4    | Kimbra           |
| 4    | Rihanna          |
| 3    | Justin Bieber    |
| 3    | Madonna          |
| 3    | Nicki Minaj      |
| 3    | One Direction    |
| 2    | Baauer           |
| 2    | Carly Rae Jepsen |
| 2    | Jenni Rivera     |
| 2    | tobyMac          |

## Live-GIFs
Tumblr arbeitete mit den Billboard Music Awards zusammen und stellte ein neuartiges System vor. Mit Deckhouse Digital wurde ein Live-GIF-System erarbeitet, das es Benutzern erlaubte, während der SendungGIFs zu erstellen und diese direkt auf der Tumblr-Seite von Billboard zu posten. Die Benutzer von Tumblr konnten so innerhalb weniger Minuten eigene GIFs posten.